# Busman's Honeymoon
Pour plus de détails, voir Fiche technique et Distribution.
Busman's Honeymoon est un film britannique réalisé par Arthur B. Woods et Richard Thorpe, sorti en 1940.

## Synopsis
Lorsque Lord Peter Wimsey, un détective amateur, se marie avec Harriet Vane, une écrivaine spécialisée dans les romans policiers, ils s'engagent à abandonner le crime pour de bon. Pour faire une surprise à Harriet, Peter achète un cottage dans le Devon, où ils prévoient de passer leur lune de miel, accompagnés de leur fidèle valet Mervyn Bunter. Toutefois, le lendemain de leur arrivée, le corps de Noakes, à qui Lord Peter avait acheté le cottage, est retrouvé. Bien que ce village soit généralement paisible, un certain nombre de suspects sont possibles, de la nièce de Noakes à Sellon, le policier du village. Ils ne veulent pas s'impliquer dans l'enquête, mais l'arrivée de leur ami vieil l'inspecteur de Scotland Yard Andrew Kirk change la donne. Peter finit par trouver le coupable et le couple décide de se rendre dans un lieu plus calme mais, quand ils entendent des coups de feu à l'intérieur de l'auberge où ils comptaient s'arrêter, ils s'en éloignent précipitamment.

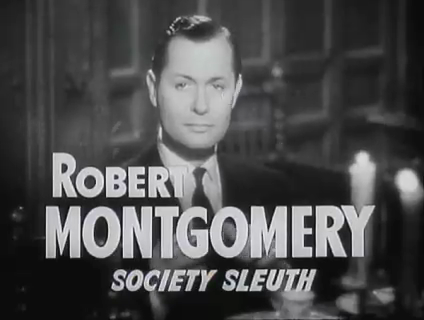
Robert Montgomery

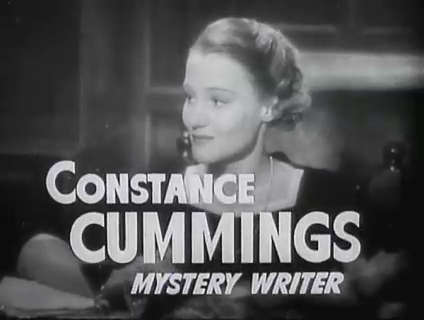
Constance Cummings

## Fiche technique
- Titre original : Busman's Honeymoon
- Titre américain : Haunted Honeymoon
- Réalisation : Arthur B. Woods, Richard Thorpe
- Scénario : Monckton Hoffe, Angus MacPhail et Harold Goldman (en) d'après le roman éponyme de Dorothy L. Sayers et la pièce Busman's Honeymoon de Dorothy L. Sayers et Muriel St. Clare Byrne (en)
- Direction artistique : Alfred Junge
- Photographie : Freddie Young
- Son : A.W. Watkins et C.C. Stevens
- Montage : Al Barnes, James B. Clark
- Musique et direction musicale : Louis Levy
- Production associée : Harold Huth
- Production exécutive : Ben Goetz
- Société de production : Metro-Goldwyn-Mayer British Studios
- Société de distribution : Metro-Goldwyn-Mayer
- Pays d'origine :  Royaume-Uni
- Langue originale : anglais
- Format : noir et blanc — 35 mm — 1,37:1 — son Mono (Western Electric Mirrophonic Recording)
- Durée : 99 minutes au Royaume-Uni, 83 minutes aux États-Unis
- Genre : Comédie policière
- Dates de sortie :
  -  Royaume-Uni 22 juin 1940
  -  États-Unis 20 septembre 1940

## Distribution
- Robert Montgomery : Lord Peter Wimsey
- Constance Cummings : Harriet Vane
- Leslie Banks : Inspecteur Kirk
- Seymour Hicks : Bunter
- Robert Newton : Frank Crutchley
- Googie Withers : Polly
- Frank Pettingell : Puffett
- Joan Kemp-Welch : Aggie Twitterton
- Aubrey Mallalieu : Révérend Simon Goodacre
- James Carney : Constable Sellon
- Roy Emerton : Noakes
- Louise Hampton : Mrs. Ruddle
- Eliot Makeham : Simpson
- Reginald Purdell : MacBride

## Production
- Le tournage commence sous la direction de Richard Thorpe en août 1939, avec dans les rôles principaux Maureen O'Sullivan et Robert Montgomery, le film devant être produit par Victor Saville. En septembre de la même année, du fait de la déclaration de guerre, Montgomery retourne aux États-Unis et le tournage est arrêté. En mars 1940, la production reprend, cette fois-ci sous la direction d'Arthur B. Woods, produit par Ben Goetz, le rôle initialement joué par Maureen O'Sullivan étant repris par Constance Cummings[1].